# (73189) 2002 JV
2002 جاي في (ويعرف أيضًا باسم (73189) 2002 جاي في وفق تسمية الكوكب الصغير) (بالإنجليزية: 2002 JV)‏ هو كويكب ضمن حزام الكويكبات؛ وترتيبه 73189 من حيث الاكتشاف.
اكتُشف هذا الجُرم الفلكي بواسطة William Kwong Yu Yeung ‏ في 3 مايو 2002.

## وصلات خارجية
- (73189) 2002 JV في قاعدة بيانات مختبر الدفع النفاث لأجرام النظام الشمسي الصغيرة

- الاكتشاف · مخطط المدار ·  العناصر المدارية · المعلمات المادية

- (73189) 2002 JV على موقع ويكي سكاي: DSS2, SDSS, GALEX, IRAS, Hydrogen α, X-Ray, Astrophoto, Sky Map, Articles and images